# 上海工人三次武装起义
上海工人三次武装起义，又称上海工人三次武装暴动，是国民革命军北伐时期的1926年10月至1927年3月，主要由中国共产党所策动的上海工人为了配合北伐、推翻军阀政府的统治而先后进行的三次武装起义。
上海工人第三次武装起义取得胜利，被中国共产党称为大革命时期中国工人运动的一次壮举、北伐战争时期工人运动发展的最高峰。

## 经过

### 第一次起义
1926年10月16日，统治上海的军阀孙传芳的主力在江西前线遭到北伐军的围歼，浙江省长夏超宣布脱离孙传芳而独立，归附于国民政府，并率部向上海进军，上海工人遂于10月23日发动了第一次武装起义。但由于约定起义信号的军舰炮声没有发出，大部分起义队伍没有发动，力量太小，加上夏超在嘉兴战败，国民党驻上海政治分会负责人钮水不予配合，按兵不动，第一次起义被军阀镇压而失败。

### 第二次起义
1926年11月，孙传芳在江西败北后，退守江浙，已大伤元气。1927年2月18日，北伐军先头部队到达嘉兴。上海总工会在中共上海区委领导下，为了配合北伐军进攻，发出《為总同盟罷工的通告》，到2月22日先后有36万人参与罢工，接着转变为武装起义，并有海军同情起义，炮轰高昌庙兵工厂。23日闸北工人与军警巷战，十分激烈，急需后援。而到达嘉兴的北伐军白崇禧部队在蒋介石的密令下按兵不动，让军阀腾出手来镇压起义工人，第二次武装起义再次失败。

### 第三次起义
经过两次武装起义的冲击，孙传芳日益感到难以维持上海、江苏的统治，经过与山东军阀张宗昌商定，由他派来一支鲁军组成直鲁联军统治上海。但孙传芳一败江西，二败浙江，已是江河日下，而北伐军已进入龙华，刚接防的直鲁军阀上海防守司令畢庶澄手下只有3000名士兵，2000名警察，处境艰难，形式对革命十分有利。中共江浙区委抓紧时机发动第三次武装起义，得到了中央的同意。
1927年2月23日，成立了由陈独秀、罗亦农、赵世炎、汪寿华、周恩来等人组成的中央特别委员会，并由周恩来、赵世炎等组成军事委员会。具体负责起义指挥工作。
1927年3月21日，白崇禧攻松江、吳江；中共判斷時機成熟，下達起義預備動員令。20日晚，北伐軍占領位於上海近郊的龍華鎮。21日，上海市总工会发布了总同盟罢工的决定。上海八十余万工人举行总同盟罢工，接着转为武装起义。工人纠察队和广大罢工工人一起投入战斗，切断水源和电源，向各区警署、兵工厂、电话局、火车站和驻在上海的军阀部队直鲁联军发动全面进攻。
经过两天一夜的血战，北洋政府最后一个据点火车站也被攻下，于22日获得全面胜利，随即召开了上海市民代表大会，成立上海特别市市民代表会议政府。这是最早在中国共产党领导下、由民众在大城市建立起来的革命政权。

## 影响
第三次武装起义胜利后，上海工人在白崇禧率军开进上海前控制了租界外的市区。同日成立了中国共产党党员和工人代表占多数的上海特别市市民代表会议政府，并且中国共产党拥有独立武装力量工人纠察队，国民党军队与工人的矛盾逐渐激化。
一般认为上海工人三次武装起义所造成的影响和之后的南京事件是诱发半个月后四一二事件的主要导火索。